# Pedro Fernández (álbum)
Pedro Fernández es el título homónimo de un álbum grabado por el cantautor y actor mexicano Pedro Fernández. Fue lanzado al mercado por la empresa discográfica PolyGram Latino el 7 de noviembre de 1995.

## Lista de canciones
| Pedro Fernández |                                             |                                            |          |  |
| N.º             | Título                                      | Escritor(es)                               | Duración |  |
| 1.              | «Quién»                                     | Elbert Moguel                              | 3:59     |  |
| 2.              | «Novillero»                                 | Agustín Lara                               | 3:03     |  |
| 3.              | «Tú»                                        | Raúl Ornelas · Tato Henríquez              | 4:03     |  |
| 4.              | «La verdolaga»                              | Rubén Fuentes · Alberto Cervantes          | 3:44     |  |
| 5.              | «La mujer que amas»                         | Bryan Adams · Michael Kamen · Robert Lange | 4:58     |  |
| 6.              | «No te puedo querer»                        | Carmelo Larrea                             | 3:25     |  |
| 7.              | «Tú eres para mí»                           | J. Mobillion · L. Gómez                    | 4:28     |  |
| 8.              | «El sinaloense»                             | Severiano Briseño                          | 2:53     |  |
| 9.              | «Tú me enseñaste a amar»                    | B. Morrison · D. Hutt                      | 4:18     |  |
| 10.             | «Siempre te amaré»                          | José Guadalupe Esparza                     | 3:30     |  |
| 11.             | «Los hombres no deben llorar»               | Mario Zan · Judi Palmeira · Pepe Ávila     | 3:51     |  |
| 12.             | «Estaba escrito»                            | Kenny Passarelli · Pedro Fernández         | 4:20     |  |
| 13.             | «No voy a cerrar las puertas de mi corazón» | John Martin Sommers                        | 2:29     |  |
| 14.             | «El mejor»                                  | Luna Fría                                  | 4:47     |  |
| 15.             | «No»                                        | Roberto Fausto                             | 4:13     |  |
| 58:09           |                                             |                                            |          |  |

- Datos: Q19521882